# نظام مقاطعة إسرائيل

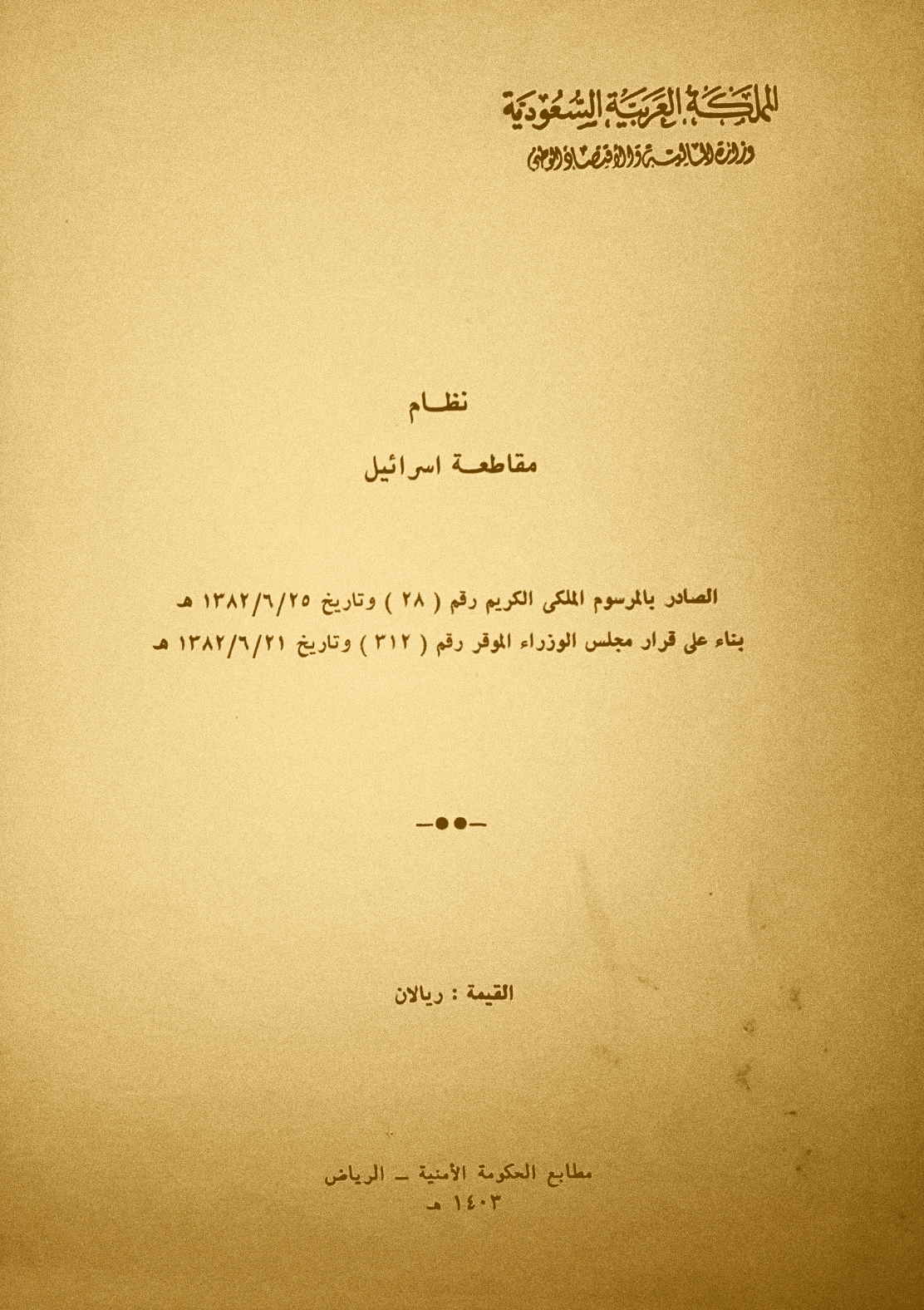
غلاف نظام مقاطعة إسرائيل من مطابع الحكومة الأمنية بالرياض 1403 هجري

نظام مقاطعة إسرائيل أو نظام مقاطعة إسرائيل في السعودية هو قانون ساري في المملكة العربية السعودية، يحظر على الأشخاص والكيانات التعامل مع أفراد أو كيانات في إسرائيل تم إصدار هذا النظام في عهد الملك سعود بن عبدالعزيز آل سعود يوم الخميس بتاريخ 22 نوفمبر 1962 ميلادي الموافق 25 جماد الآخر 1382 هجري.
قبل إصدار القانون، كانت تصدر في جريدة أم القرى (الجريدة الرسمية السعودية) أسماء الشركات والأفراد التي يحظر التعامل معها بشكل دوري تحت عنوان «مقاطعة الشركات والمصانع اليهودية والمتاجر والمعامل التي تتعامل مع إسرائيل.

## عقوبات من يخالف نظام مقاطعة اسرائيل
يعاقب كل من يخالف النظام بالحبس من ثلاث سنوات حتى عشر سنوات وبغرامة تصل إلى خمسين ألف ريال سعودي

## تعديلات على النظام
في عام 1994 وبالتزامن مع معاهدة السلام الأردنية الإسرائيلية تم الاتفاق بين الدول الخليجية وبعض الدول العربية على تعديل قوانين مقاطعة اسرائيل والغاء المقاطعة من الدرجتين الثانية والثالثة، والابقاء على المقاطعة من الدرجة الأولى
- البضائع والخدمات المصدرة من إسرائيل (تُسمى بالمقاطعة من الدرجة الأولى).
- الشركات غير العربية التي تتعامل مع إسرائيل (تُسمى بالمقاطعة من الدرجة الثانية).
- الشركات التي تشحن بضائعها من خلال المنافذ الإسرائيلية (تُسمى بالمقاطعة من الدرجة الثالثة).

صدر قرار من مجلس وزراء المملكة العربية السعودية بتعديل نظام مقاطعة اسرائيل وايقاف المقاطعة من الدرجتين الثانية والثالثة